# Canada Cup 1993
La Canada Cup de 1993 fue la primera edición del torneo femenino de rugby.

## Equipos participantes
- Selección femenina de rugby de Canadá
- Selección femenina de rugby de Estados Unidos
- Selección femenina de rugby de Gales
- Selección femenina de rugby de Inglaterra

## Posiciones
| Pos. | Equipo         | Encuentros | Encuentros | Encuentros | Encuentros | Tantos  | Tantos    | Tantos     | Puntos Totales |
| Pos. | Equipo         | jugados    | ganados    | empatados  | perdidos   | a favor | en contra | diferencia | Puntos Totales |
| ---- | -------------- | ---------- | ---------- | ---------- | ---------- | ------- | --------- | ---------- | -------------- |
| 1    | Inglaterra     | 3          | 3          | 0          | 0          | 67      | 14        | + 53       | 9              |
| 2    | Estados Unidos | 3          | 2          | 0          | 1          | 89      | 20        | + 69       | 7              |
| 3    | Canadá         | 3          | 1          | 0          | 2          | 33      | 80        | - 47       | 5              |
| 4    | Gales          | 3          | 0          | 0          | 3          | 8       | 86        | - 78       | 3              |

## Resultados
| 8 de junio | Canadá | 22 - 8 | Gales |  |  |

| 8 de junio | Inglaterra | 17 - 6 | Estados Unidos |  |  |

| 10 de junio | Canadá | 8 - 12 | Inglaterra |  |  |

| 10 de junio | Estados Unidos | 26 - 0 | Gales |  |  |

| 12 de junio | Canadá | 3 - 60 | Estados Unidos |  |  |

| 12 de junio | Inglaterra | 38 - 0 | Gales |  |  |

| Bandera de Inglaterra |
| Campeón Inglaterra    |